# Giorgio Oikonomoy
Giorgio Oikonomoy (Atene, 21 gennaio 1947) è uno scultore e pittore greco, residente a Genova.
Tra le sue opere più celebri la grande vetrata della chiesa di San Michele Arcangelo, Santa Maria del Carmine e San Giustino martire a Montesignano (Genova Molassana), il monumento bronzeo Per La Pace (1983) parte del Museo all'Aria Aperta di San Marino, la grande scultura in grés-maiolicato Giannina Gaslini un gesto universale posta all'ingresso del D.E.A. dell'ospedale pediatrico "Giannina Gaslini" di Genova.